# Krakda
Krakda là một đô thị thuộc tỉnh El Bayadh, Algérie. Dân số thời điểm năm 2002 là 2.103 người.